# Tetractenos glaber
Tetractenos glaber es un pez tetraodontiforme de la familia Tetraodontidae, originario de las costas del sureste de Australia. Christophe-Paulin de Fréminville lo describió por primera vez en 1813, aunque durante mucho tiempo se confundió con su pariente cercano, Tetractenos hamiltoni. Ambas especies son los únicos miembros válidos del género Tetractenos, sujeto a diversas reclasificaciones taxonómicas debido a la confusión con otros taxones similares.
Puede alcanzar hasta 16 cm de longitud y tiene un cuerpo alargado, con el dorso redondeado y una cola delgada. Su piel exhibe un patrón de manchas oscuras similares a las de un leopardo y carece de espinas, lo que lo distingue de otros peces de su familia. Como otros peces globo, se infla con agua o aire como mecanismo de defensa. Habita en aguas poco profundas de estuarios y zonas fangosas, donde se alimenta de moluscos y crustáceos presentes en la arena y el lodo del fondo marino.
Aunque se captura con frecuencia en la pesca, su carne resulta altamente venenosa debido a la tetrodotoxina presente en su cuerpo, lo que lo hace peligroso para el consumo humano. Desde el siglo XIX, se han documentado numerosos casos de intoxicación, algunos con desenlace fatal, lo que llevó a la emisión de advertencias sobre su peligrosidad. En términos de conservación, su población se mantiene estable y la UICN lo clasifica como una especie de preocupación menor. Además de su importancia ecológica, se ha utilizado en estudios sobre contaminación por metales pesados en aguas costeras, ya que su presencia en estuarios lo convierte en un bioindicador relevante. 

## Taxonomía

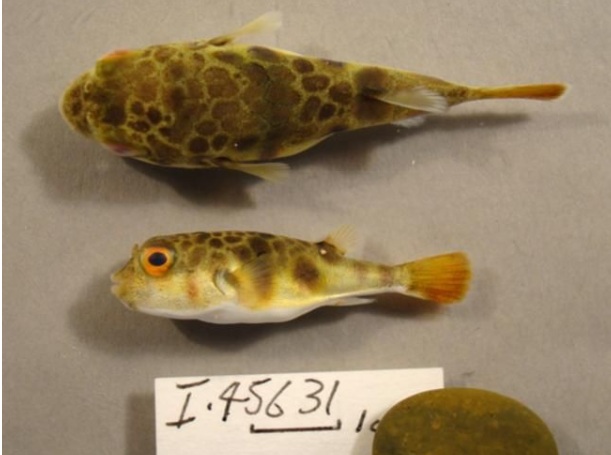
Espécimen preservado de Tetractenos glaber

El naturalista francés Christophe-Paulin de La Poix de Fréminville describió el Tetractenos glaber en 1813 como Tetrodon glaber, basándose en un espécimen recolectado en Adventure Bay, en el sureste de Tasmania, por Claude Riche. Este holotipo fue catalogado en la colección del naturalista francés Alexandre Brongniart, pero se perdió. A su muerte, la colección de Brongniart fue legada al Museo de París y el espécimen no apareció allí ni en ninguna otra institución. El nombre específico glaber proviene del adjetivo latino glăber, que significa «calvo». La descripción de Fréminville fue ignorada por muchas autoridades posteriores, lo que causó la confusión de esta especie con el pez sapo común (Tetractenos hamiltoni). No está claro a qué especie se referían estos registros, aunque los de Victoria y Tasmania corresponden a esta especie. Este problema en la literatura científica se resolvió por completo en 1983, cuando se consolidó su nombre científico definitivo.
El naturalista francés Auguste Duméril creó un nuevo género y publicó la especie como Aphanacanthe reticulatus en 1855, a partir de una descripción de su compatriota Gabriel Bibron, quien había fallecido repentinamente. Más tarde, latinizado como Aphanacanthus, se vinculó con una supuesta especie tipo descrita como Tetrodon reticulatus de un manuscrito de Bibron. En 1959, Yseult Le Danois equiparó este nombre de especie con Tetractenos hamiltoni, pero el zoólogo neozelandés Graham Hardy revisó los especímenes etiquetados como T. hamiltoni y concluyó que deberían asignarse a T. glaber. El nombre del género Aphanacanthe —y no Aphanacanthus, ya que prevalece la ortografía original— habría tenido prioridad sobre el nombre del género actual Tetractenos. Sin embargo, es un nomen nudum, ya que no proporciona suficientes detalles o información para describir correctamente la especie, pues Duméril solo tradujo al francés el nombre del género αφανης qui nе parait pas, ἃκανθα, épine («sin espinas»).
El ictiólogo británico Charles Tate Regan describió Spheroides liosomus en 1909 a partir de especímenes recolectados en Melbourne, Hobart, la Isla Flinders y Bahía Port Phillip. Señaló su falta de espinas en comparación con los especímenes de T. hamiltonii y argumentó que era una especie distinta. El biólogo australiano Gilbert Whitley equiparó la descripción de Regan con la denominación original de Fréminville y le dio la combinación Spheroides glaber en 1955, y más tarde, en 1964, lo renombró como Gastrophysus glaber.
Tetractenos glaber fue asignado a los géneros Tetrodon (ahora Tetraodon) y Sphaeroides, que se convirtieron en taxones «cajón de sastre». Más tarde se asignó a varios otros géneros después de que quedara claro que se encontraba fuera de una definición más restringida de Tetr(a)odon, incluyendo Torquigener. Al reconocer que Tetractenos glaber y Tetractenos hamiltoni eran lo suficientemente distintos de otras especies como para justificar su propio género y que no existía un nombre válido, Hardy reasignó las dos especies al nuevo género Tetractenos en 1983. Los nombres comunes de este pez en inglés incluyen «smooth toadfish», «smooth toado», «slimey toadfish» o «smooth blowie». Junto con especies relacionadas de Tetractenos, es conocido en Australia como «toadie». Gaguni es un nombre en lengua tharawal en la región de Sídney, palabra registrada por William Dawes como ca-gone en sus diarios de 1791 del idioma de Sídney.

## Descripción

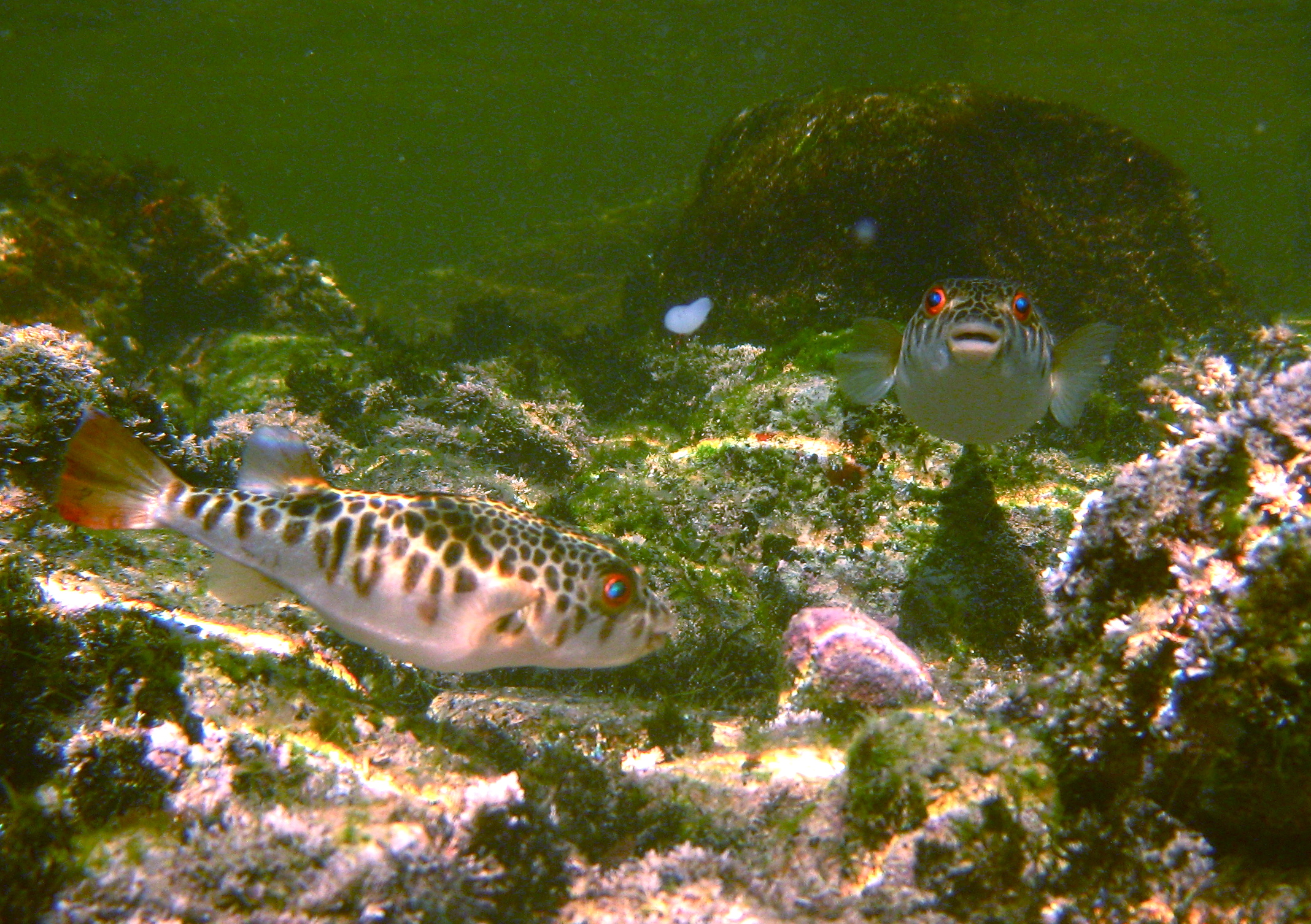
Una pareja de Tetractenos glaber en aguas de Nueva Gales del Sur.

El Tetractenos glaber mide entre 3 y 16 cm en la edad adulta. Su cuerpo es alargado, con el dorso redondeado, el vientre aplanado y una cola delgada. Todas sus aletas son alargadas y redondeadas. La dorsal tiene entre nueve y once radios, la pectoral de 15 a 18 (el primero muy corto y ubicado por debajo del nivel del ojo), la anal entre siete y nueve, y la caudal once. Su boca es pequeña, con labios delgados y una barbilla diminuta. Los ojos son redondos y no pueden rotar. El borde superior se alinea con el perfil del dorso, mientras que el inferior queda muy por encima de la boca. Delante de los ojos hay dos pequeñas papilas nasales en una zona ligeramente deprimida. Las aberturas de los órganos nasales miran hacia atrás y se cierran con pliegues unidos a las paredes internas. El primer arco branquial faríngeo es alargado y estrecho, con numerosos dientes diminutos. Pequeñas espinas ocultas bajo la piel recorren el dorso (de los órganos nasales a la aleta dorsal), los costados (del ojo a la aleta pectoral) y la parte inferior (de la boca a la cloaca). La piel se mantiene lisa incluso cuando el pez se infla cuando traga agua o aire gracias a un pliegue en la garganta.

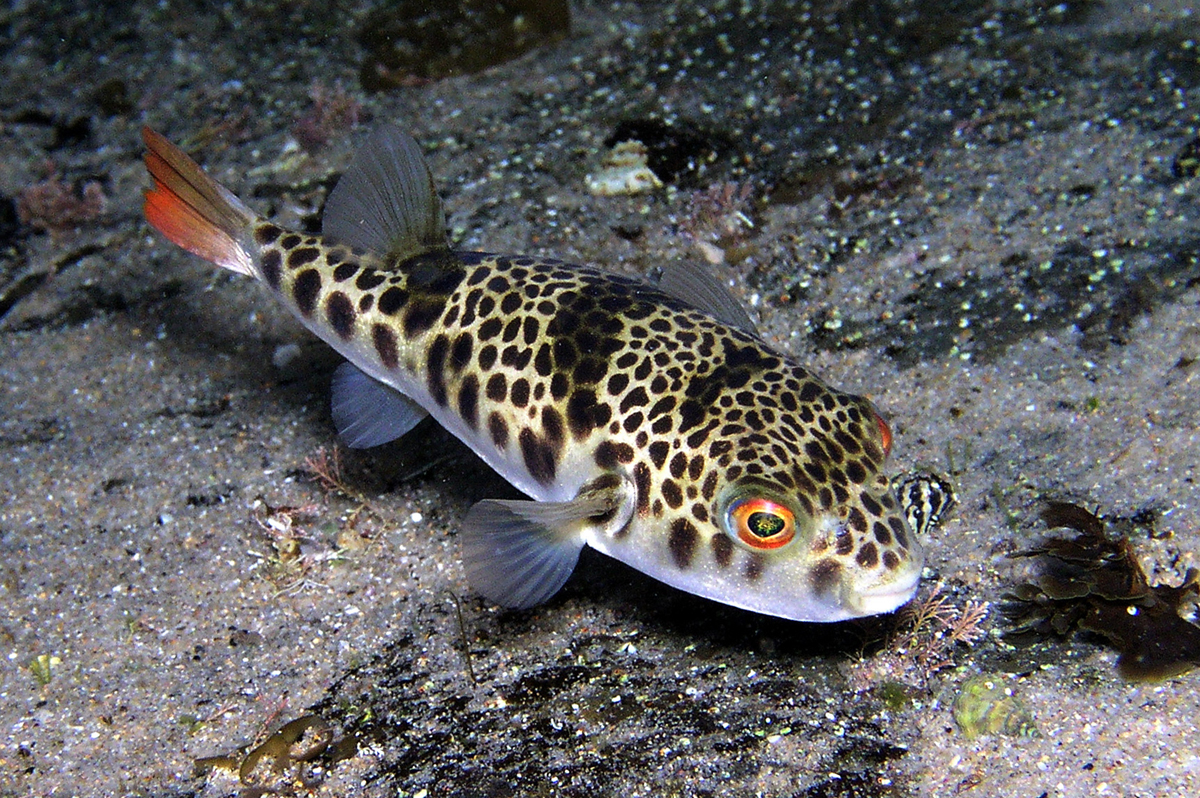
Detalle de las manchas con un patrón reticulado en la piel de Tetractenos glaber

El color base de su parte superior varía de canela claro a amarillo verdoso, con manchas marrón oscuro en un patrón reticulado y varias bandas gruesas del mismo color entre los ojos, las aletas pectorales y la aleta dorsal. Este diseño, similar al de un leopardo, se extiende por los laterales superiores y se torna blanco plateado en los inferiores. La barbilla y el vientre son blancos. Las aletas presentan un matiz amarillo anaranjado tenue, más notorio en la caudal. En aguas de Sídney, las hembras son más grandes y pesadas que los machos. El crecimiento es continuo; según el análisis de sus otolitos, un ejemplar de 16 cm vivió trece años. Las gónadas comienzan a desarrollarse cuando el pez mide entre siete y ocho centímetros. El Tetractenos glaber se distingue del pez sapo común por la ausencia de espinas y por sus marcas en la parte superior del cuerpo, que son más grandes y con un patrón más definido.

## Distribución y hábitat

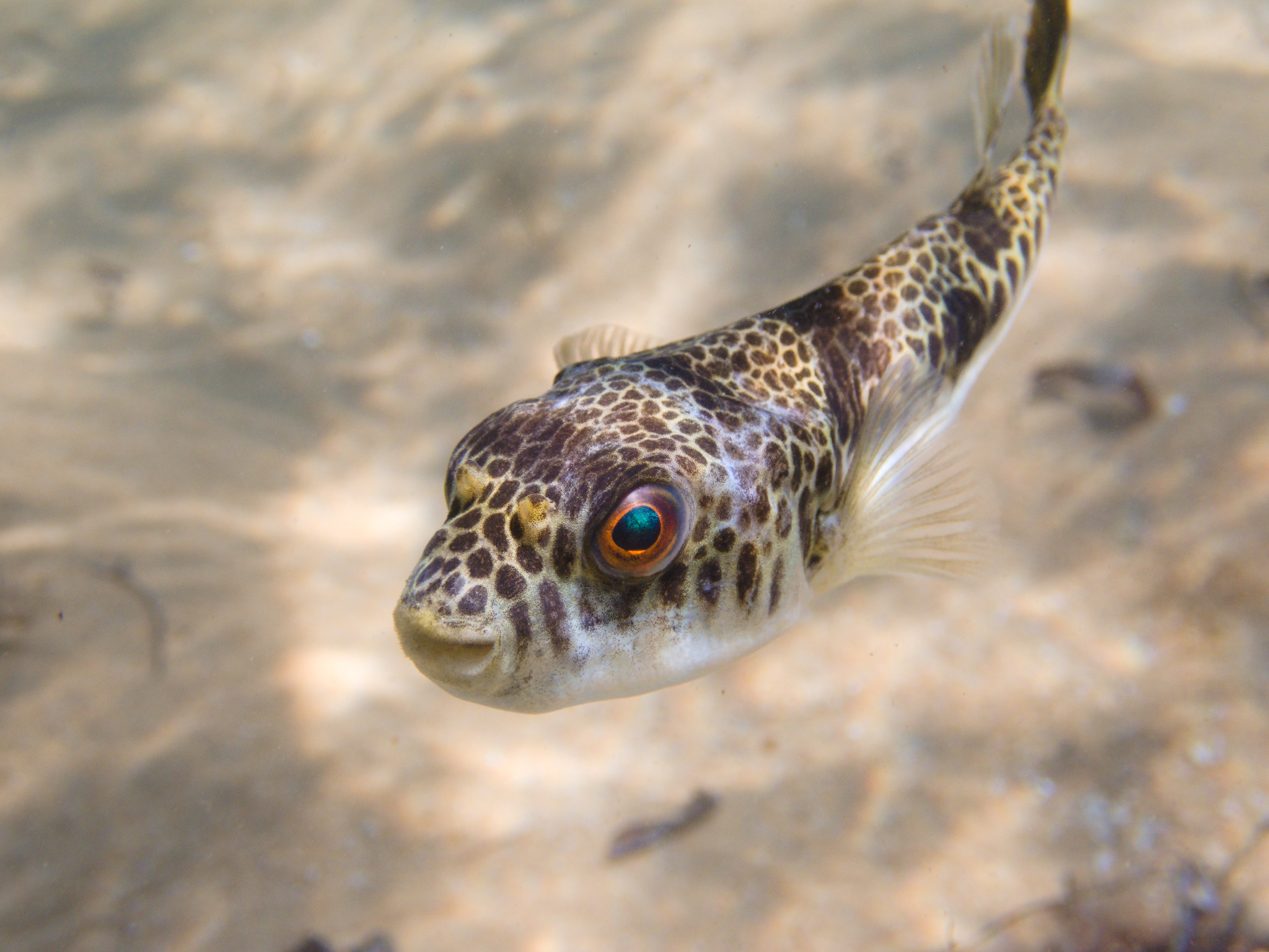
Un ejemplar de esta especie sobre una zona arenosa.

El Tetractenos glaber habita la costa este y sureste de Australia, desde la bahía de Moreton, en el sureste de Queensland, hasta Port Lincoln, en Australia Meridional, además de la isla Canguro y Tasmania. Es una de las especies más comunes en las zonas fangosas de la bahía de Port Phillip. Vive en aguas poco profundas, a menos de tres metros, sobre bancos de lodo en estuarios. En áreas con praderas de pastos marinos, prefiere las zonas arenosas que bordean la vegetación. Se encuentra con mayor frecuencia en aguas de menos de 1.5 metros que en profundidades de entre 3.5 y 6 metros.
Un estudio en Australia Meridional lo registró en grandes acumulaciones de restos marinos con algas verdes. Su movilidad sigue sin conocerse del todo, aunque los registros de marcaje indican que pasa la mayor parte de su vida y se reproduce en estuarios. Puede adentrarse en agua dulce más allá de las zonas salobres. En 1964, un banco de estos peces apareció en el río Lang Lang, a 34 kilómetros de la bahía de Western Port, fuera del alcance de las mareas.

### Conservación
Su amplia distribución, abundancia y población estable lo clasifican como especie bajo preocupación menor en la Lista Roja de la UICN. No hay indicios de disminución en su población, aunque se desconocen los efectos de la pérdida de manglares y praderas de pastos marinos en su hábitat.

## Alimentación
El Tetractenos glaber tiene mandíbulas fuertes capaces de triturar moluscos y crustáceos. Su alimentación se basa en organismos bentónicos del sustrato acuático. Su dieta incluye mejillones negros, pipis, Soletellina alba, ostras (Crassostrea), cangrejos semáforo, camarones y algas pardas. La proporción entre crustáceos y moluscos varía según la disponibilidad de alimento; en un estudio de 1999, el cangrejo soldado (Mictyris longicarpus) predominó en Cowan Creek, mientras que el mejillón negro fue más abundante en Berowra Creek. Experimentos de campo confirmaron su impacto en las poblaciones de ostras y del gasterópodo Bembicium auratum.
Por su presencia en estuarios, se ha utilizado en estudios sobre contaminación por metales pesados en aguas costeras. Análisis de ejemplares capturados en Sídney revelaron que la mayor acumulación de metales se encontraba en las gónadas, seguidas del músculo, las branquias y el hígado. Los niveles hepáticos fueron inferiores a los de otras especies, posiblemente por una mayor eficiencia en la eliminación de estos elementos. El plomo, cadmio y níquel reflejaron la composición del sedimento ingerido. Las gónadas de los machos contenían veinte veces más arsénico que las de las hembras, mientras que las branquias femeninas presentaban treinta veces más plomo que las masculinas. La elevada concentración de arsénico, cobalto, cadmio y plomo en las branquias sugiere absorción directa del agua.
En un experimento con cadmio y selenio radiactivos, el cadmio ingerido a través de los alimentos se acumuló y se eliminó por el hígado, mientras que el absorbido del agua se depositó en el tracto digestivo y se excretó por el hígado, las branquias y los riñones. El selenio se concentró en branquias, riñones e hígado, sin importar su origen. Estudios en ríos de Sídney asociaron niveles altos de arsénico, plomo, cadmio y cobalto con una reducción de los lípidos en hígado y gónadas, mientras que el aumento de cobalto y níquel se relacionó con una mayor concentración de proteínas en músculo, hígado y gónadas. La presencia elevada de plomo coincidió con un menor tamaño de los huevos. Un análisis de la asimetría ósea en ejemplares de distintos estuarios de Sídney y el río Hawkesbury mostró relación con la exposición a pesticidas organoclorados, sin evidencia de asociación con metales pesados.

## Toxicidad
El Tetractenos glaber muerde con frecuencia los anzuelos, lo que lo convierte en una captura indeseada para los pescadores, ya que su carne es altamente venenosa e inadecuada para el consumo humano. A diferencia de otros peces sapo, no tiene espinas, lo que facilita su manipulación cuando se infla tras ser atrapado. Los aborígenes locales de Sídney informaron sobre su toxicidad a William Dawes a finales del siglo XVIII. En 1821, John Buff murió después de capturar y comer un pez sapo en el río Duck, cerca de Parramatta; su caso y la posterior investigación forense aparecieron en The Sydney Gazette. En marzo de 1831, este pez envenenó y mató a la esposa y los dos hijos del capitán Bell en New Town, cerca de Hobart, un suceso que tuvo gran repercusión. El cirujano colonial James Scott escribió:

«El efecto melancólico y terrible de su consumo se evidenció recientemente en las cercanías de Hobart Town... El veneno, de naturaleza sedante extremadamente potente, provoca estupor, pérdida del habla, la deglución y la visión, además de paralizar los músculos voluntarios hasta causar un colapso total del sistema nervioso y la muerte».

El 29 de marzo de 1831, las autoridades investigaron los fallecimientos. Para evitar que se comunicaran, los tres sirvientes de la familia quedaron bajo custodia por separado, pues uno de ellos también presentaba síntomas de intoxicación. Durante el proceso, el jurado reprodujo los efectos del veneno al alimentar con el pez a dos gatos, que enfermaron gravemente. Descubrieron que el sirviente Speed había atrapado unos veinte ejemplares y los llevó a casa para cocinarlos. Un vecino le advirtió que no los comiera porque eran «malos», pero lo tomó como una broma. La investigación concluyó que las muertes fueron accidentales, aunque se debatió si Speed debía enfrentar cargos por homicidio involuntario o asesinato al haber recibido una advertencia previa. A raíz de este caso, las autoridades emitieron alertas sobre el peligro del pez sapo.
La tetrodotoxina, concentrada en el hígado, los ovarios, los intestinos y la piel, lo hace altamente tóxico. Muchas especies de peces globo contienen este veneno, adquirido a través de bacterias presentes en su alimentación. Su consumo puede ser letal. Los síntomas del envenenamiento incluyen ataxia, entumecimiento y parestesia (hormigueo) en la boca, los labios y las extremidades. También se han registrado casos de mascotas intoxicadas tras ingerir ejemplares desechados.